# シェトランド統監
シェトランド統監（シェトランドとうかん、英語: Lord Lieutenant of Shetland）は、イギリスの官職。
統監の1つで、シェトランド諸島を担当する。

## 解説
オークニー諸島とシェトランド諸島はオークニー・アンド・シェトランド統監が担当していたが、1947年地方政府（スコットランド）法第1条によりオークニーとシェトランドが分離して、それぞれカウンティを構成するようになり、1948年よりオークニー統監とシェトランド統監が任命されるようになった。

## 一覧
- 1948年4月8日 – 1952年4月25日：第11代準男爵サー・アーサー・ニコルソン[2]
- 1952年7月21日 – 1963年：サー・バジル・ハミルトン・ヘブデン・ネヴェン＝スペンス（英語版）[2]
- 1963年7月5日 – 1982年：ロバート・ハンター・ウィンゲート・ブルース[2]
- 1982年10月6日 – 1994年：マグヌス・マクドナルド・シアラー[2]
- 1994年4月21日 – 2011年9月30日：ジョン・ハミルトン・スコット（英語版）[2][3]
- 2011年9月30日 – ：ロバート・ウォルター・ハンター[3]